# 范光毅
范光毅（發音：[faːm˧˨ʔ kwaːŋ˧˧ ŋi˧˨ʔ]；1949年9月2日—），越南政治人物。越南共产党第十一届中央政治局委员，河内市市委书记。

## 生平
1949年生于清化省安定縣定新社。父亲是老一辈革命志士。1967年进入河内综合大学（河内国家大学），完成3年兵役。
1975年进入阮爱国高级党校哲学部深造，在越共中央宣训部实习工作。1980年代赴苏联留学，获社会科学院哲学副博士学位。1985年开始在越共中央思想文化部工作，历任陶维松秘书，通讯中心监督，副部长，党委书记等职务。1996年6月在越共八大当选为中央委员。1997年11月至2001年6月任越共河南省委书记。
2001年6月至2006年6月，任文化通讯部部长。2006年4月在越共十大当选为中央政治局委员。2006年7月任河内市市委书记。2016年，不再任职。

## 荣誉

### 越南勋章奖章
- 胡志明勋章（2023年3月29日颁发[3]）